# Дон Трегоннінг
Дон Трегоннінг (англ. Don Tregonning; 26 листопада 1928 — 14 вересня 2022) — колишній австралійський тенісист.
Найвищим досягненням на турнірах Великого шолома був півфінал в змішаному парному розряді.